# El Teniente Blueberry
El Teniente Blueberry (o simplemente Blueberry) es una serie francesa de historietas del oeste iniciada en 1963 por el guionista Jean-Michel Charlier y el dibujante Jean Giraud para la revista Pilote que narra las aventuras del Teniente de Caballería Mike Steve Donovan, alias "Blueberry", en sus viajes por el Viejo Oeste de los Estados Unidos. Blueberry es un héroe del wéstern atípico: no es un hombre de la ley que cabalga errante llevando a los malhechores a la justicia, ni un vaquero apuesto que entre cabalgando a un pueblo, salve el rancho, sea nombrado el nuevo sheriff y se case con la maestra de la escuela. En cualquier situación, ve lo que cree tiene que hacer y lo hace. En 1981, los mismos autores crearon un segundo personaje cuyas aventuras transcurren en el lejano oeste estadounidense: Jim Cutlass.
Jijé iba a ser el dibujante de la serie, pero propuso a Giraud, que era su alumno. Jijé hizo la portada de Fort Navajo (está firmada por él) y sustituyó a Giraud en Tormenta en el oeste un puñado de páginas, mientras Giraud viajaba a México para convertirse en Moebius. Suyas son desde el momento en que Blueberry escapa de los indios en el cañón hasta que vuelve a Fort Navajo y encuentra a Crowe en la muralla: toda la parte de los cactus, los mexicanos y Tucson. Luego volvió a sustituir a Gir en El jinete perdido, que es casi todo suyo.

## Trayectoria
En España, estas historietas también fueron publicadas en revistas como Bravo, Gran Pulgarcito o Mortadelo de Editorial Bruguera.
Fallecido Jean-Michel Charlier, Giraud se hizo cargo de la serie, aunque el primero de sus guiones, una mezcla de western y fantástico titulada Blueberry 1900, fuera rechazada por el hijo del guionista belga.

## Argumento
En 1861 Mike Donovan, hijo de un hacendado sudista de Georgia, es acusado de asesinar al padre de su prometida, Harriet Tucker. Perseguido por el auténtico asesino, un esclavo huido le ayuda a pasar a las líneas nordistas en el preciso momento de estallar la Guerra de Secesión. Adopta el nombre de Mike S. Blueberry y pasa a ser corneta del regimiento de caballería. Pendenciero, aficionado al juego, al alcohol y a las mujeres, es un militar íntegro, audaz y con sentido de la estrategia que asciende hasta ser nombrado Teniente al final de la Guerra de Secesión.
Las aventuras del Teniente le llevan a conocer y salvar la vida del General nordista Dodge durante la guerra. Éste le devolverá el favor más tarde, intercediendo por Blueberry ante el presidente Ulisses S. Grant. Blueberry vivirá un tiempo entre los apaches donde se le conoce como Tsi-Na-Pah (Nariz Rota) y llegará a contar con la amistad del Gran Jefe Cochise y el amor de su hija, Chini. Así mismo, conoce y se enfrenta al mayor Chamán de Guerra apache, Gokhlayeh, más tarde conocido como Gerónimo, en una aventura que le lleva a Tombstone donde coincide con Wyatt Earp y Doc Holliday durante los acontecimientos del OK Corral.
Entre los personajes femeninos que aparecen en las aventuras de Blueberry, hay una que es la única que le obsesiona: la cabaretera conocida como Chihuahua Pearl (también conocida como Lilly Calloway en otros tomos).

## Valoración
Para el propio Jean Giraud, la serie ha sido muy importante, ya que, como él mismo afirma,

Con esta serie aprendí los mecanismos de la narración del cómic tradicional. Además, me ha permitido mantener una larga relación con el público, porque es un personaje muy conocido, y me ha dado la posibilidad de vivir de una manera agradable. Los libros que firmo como Moebius se venden mucho menos, aunque curiosamente son los que me han dado mayor reputación artística.

## Álbumes
Hasta ahora las aventuras de Blueberry nos han sido contadas en tres series de álbumes:
- Blueberry

Serie original finalizada que realizarían Charlier y Giraud hasta la muerte del primero, que seguiría realizando Giraud en solitario realizando también los guiones.
- La Juventud de Blueberry

Serie aún en desarrollo que comenzaron también Charlier y Giraud, para la revista "Super Pocket Pilote" en la que narran las aventuras del joven Blueberry durante la guerra civil estadounidense, y que luego han ido realizando otros autores tanto en guiones como en dibujo.
- Marshall Blueberry

Serie finalizada paralela y creada por Giraud que guioniza, dejando el dibujo a otros artistas.

### Blueberry
| N.º | Título                            | Título original             | Año Pub. | Guionista            | Dibujante   |
| --- | --------------------------------- | --------------------------- | -------- | -------------------- | ----------- |
| 0   | Apaches                           | Apaches                     | 2007     | Jean Giraud          | Jean Giraud |
| 1   | Fort Navajo                       | Fort Navajo                 | 1965     | Jean-Michel Charlier | Jean Giraud |
| 2   | Tormenta en el oeste              | Tonnerre à l'ouest          | 1966     | Jean-Michel Charlier | Jean Giraud |
| 3   | Águila solitaria                  | L'aigle solitaire           | 1967     | Jean-Michel Charlier | Jean Giraud |
| 4   | El jinete perdido                 | Le cavalier perdu           | 1968     | Jean-Michel Charlier | Jean Giraud |
| 5   | La pista de los navajos           | La piste des Navajos        | 1969     | Jean-Michel Charlier | Jean Giraud |
| 6   | El hombre de la estrella de plata | L'homme à l'étoile d'argent | 1969     | Jean-Michel Charlier | Jean Giraud |
| 7   | El caballo de hierro              | Le cheval de fer            | 1970     | Jean-Michel Charlier | Jean Giraud |
| 8   | El hombre del puño de acero       | L'homme au poing d'acier    | 1970     | Jean-Michel Charlier | Jean Giraud |
| 9   | La pista de los sioux             | La piste des Sioux          | 1971     | Jean-Michel Charlier | Jean Giraud |
| 10  | El general "Cabellos Rubios"      | Général Tête Jaune          | 1971     | Jean-Michel Charlier | Jean Giraud |
| 11  | La mina del alemán perdido        | La mine de l'allemand perdu | 1972     | Jean-Michel Charlier | Jean Giraud |
| 12  | El fantasma de las balas de oro   | Le spectre aux balles d'or  | 1972     | Jean-Michel Charlier | Jean Giraud |
| 13  | Chihuahua Pearl                   | Chihuahua Pearl             | 1973     | Jean-Michel Charlier | Jean Giraud |
| 14  | El hombre que valía 500.000 $     | L'homme qui valait 500 000$ | 1973     | Jean-Michel Charlier | Jean Giraud |
| 15  | Balada por un ataúd               | Ballade pour un cercueil    | 1974     | Jean-Michel Charlier | Jean Giraud |
| 16  | Fuera de la ley                   | Le hors la loi              | 1974     | Jean-Michel Charlier | Jean Giraud |
| 17  | Angel Face                        | Angel Face                  | 1975     | Jean-Michel Charlier | Jean Giraud |
| 18  | Nariz Rota                        | Nez Cassé                   | 1980     | Jean-Michel Charlier | Jean Giraud |
| 19  | La larga marcha                   | La longue marche            | 1980     | Jean-Michel Charlier | Jean Giraud |
| 20  | La tribu fantasma                 | La tribu fantôme            | 1982     | Jean-Michel Charlier | Jean Giraud |
| 21  | La última carta                   | La dernière carte           | 1983     | Jean-Michel Charlier | Jean Giraud |
| 22  | El final del camino               | Le bout de la piste         | 1986     | Jean-Michel Charlier | Jean Giraud |
| 23  | Arizona Love                      | Arizona Love                | 1990     | Jean-Michel Charlier | Jean Giraud |
| 24  | Mister Blueberry                  | Mister Blueberry            | 1995     | Jean Giraud          | Jean Giraud |
| 25  | Sombras sobre Tombstone           | Ombres sur Tombstone        | 1997     | Jean Giraud          | Jean Giraud |
| 26  | Gerónimo el apache                | Geronimo l'Apache           | 1999     | Jean Giraud          | Jean Giraud |
| 27  | OK Corral                         | OK Corral                   | 2003     | Jean Giraud          | Jean Giraud |
| 28  | Dust                              | Dust                        | 2005     | Jean Giraud          | Jean Giraud |

El ejemplar de Apaches se marca como n.º 0 porque cronológicamente se sitúa entre la Juventud de Blueberry y el primer libro del Teniente Blueberry: Fort Navajo

### La juventud de Blueberry
| N.º | Título                         | Título original               | Año Pub. | Guionista            | Dibujante           |
| --- | ------------------------------ | ----------------------------- | -------- | -------------------- | ------------------- |
| 1   | La juventud de Blueberry       | La jeunesse de Blueberry      | 1975     | Jean-Michel Charlier | Jean Giraud         |
| 2   | Un yankee llamado Blueberry    | Un yankee nommé Blueberry     | 1978     | Jean-Michel Charlier | Jean Giraud         |
| 3   | Jinete azul                    | Cavalier bleu                 | 1979     | Jean-Michel Charlier | Jean Giraud         |
| 4   | Los demonios del Misuri        | Les démons du Missouri        | 1985     | Jean-Michel Charlier | Colin Wilson        |
| 5   | Terror sobre Kansas            | Terreur sur le Kansas         | 1987     | Jean-Michel Charlier | Colin Wilson        |
| 6   | El raid infernal               | Le raid infernal              | 1987     | Jean-Michel Charlier | Colin Wilson        |
| 7   | Persecución implacable         | La poursuite impitoyable      | 1992     | François Corteggiani | Colin Wilson        |
| 8   | Tres hombres para Atlanta      | Trois hommes pour Atlanta     | 1993     | François Corteggiani | Colin Wilson        |
| 9   | El precio de la sangre         | Le prix du sang               | 1994     | François Corteggiani | Colin Wilson        |
| 10  | La solución Pinkerton          | La solution Pinkerton         | 1998     | François Corteggiani | Michel Blanc-Dumont |
| 11  | La senda de los malditos       | La piste des maudits          | 2000     | François Corteggiani | Michel Blanc-Dumont |
| 12  | El último tren para Washington | Dernier train pour Washington | 2001     | François Corteggiani | Michel Blanc-Dumont |
| 13  | Hay que matar a Lincoln        | Il faut tuer Lincoln          | 2003     | François Corteggiani | Michel Blanc-Dumont |
| 14  | El carnicero de Cincinnati     | Le Boucher de Cincinnati      | 2006     | François Corteggiani | Michel Blanc-Dumont |
| 15  | La sirena de Vera Cruz         | La sirène de Vera Cruz        | 2007     | François Corteggiani | Michel Blanc-Dumont |
| 16  | Cien dólares para morir        | 100 dollars pour mourir       | 2007     | François Corteggiani | Michel Blanc-Dumont |
| 17  | El sendero de las lágrimas     | Le sentier des larmes         | 2008     | François Corteggiani | Michel Blanc-Dumont |
| 18  | 1276 almas                     | 1276 âmes                     | 2009     | François Corteggiani | Michel Blanc-Dumont |
| 19  | Redención                      | Rédemption                    | 2010     | François Corteggiani | Michel Blanc-Dumont |
| 20  | Gettysburg                     | Gettysburg                    | 2014     | François Corteggiani | Michel Blanc-Dumont |
| 21  | El convoy de los forajidos     | Le convoi des bannis          | 2016     | François Corteggiani | Michel Blanc-Dumont |

### Marshall Blueberry
| N.º | Título                  | Título original         | Año Pub. | Guionista   | Dibujante     |
| --- | ----------------------- | ----------------------- | -------- | ----------- | ------------- |
| 1   | Por orden de Washington | Sur ordre de Washington | 1991     | Jean Giraud | William Vance |
| 2   | Misión Sherman          | Mission Sherman         | 1993     | Jean Giraud | William Vance |
| 3   | Frontera sangrienta     | Frontière sanglante     | 2000     | Jean Giraud | Michel Rouge  |

## Otros medios
En 2004 se realizó una adaptación de la historieta al cine (Blueberry. La experiencia secreta) de la mano de Jan Kounen que cosechó poco éxito de crítica y público y fue protagonizada por Vincent Cassel (Mike S. Blueberry), Juliette Lewis (Maria Sullivan) y Michael Madsen (Wallace Sebastian Blount). Colaboró Carlo de Boutiny.